# My One-Hit Kill Sister
My One-Hit Kill Sister (Originaltitel 異世界ワンターンキル姉さん〜姉同伴の異世界生活はじめました〜 Isekai Wan Tān Kiru Nee-san: Ane Dōhan no Isekai Seikatsu Hajimemashita) ist  ein im Jahr 2019 auf der Plattform Shōsetsuka ni Narō gestarteter Webroman von Konoe, die in den Genres Isekai, Comedy und Ecchi zu verorten ist. Der Webroman wurde im Juni des Jahres 2023 beendet.
Der Webroman wurde bislang nicht als Light Novel umgesetzt, erhielt im Jahr 2020 einen Ableger als Manga, die zwischen 2020 und 2023 erschien. Im Jahr 2023 startete zudem eine Anime-Fernsehserie in Japan, welche auf den Webroman basiert.
Die Geschichte folgt Asahi Ikusaba, der scheinbar bei einem Verkehrsunfall ums Leben kommt und in eine andere, computerspielähnliche Fantasy-Welt beschworen wird. Dort muss er schnell feststellen, dass er nicht der Held der Geschichte ist. Als er kurz davor steht, von einem Monster getötet zu werden, ruft er aus Verzweiflung den Namen seiner großen Schwester Maya, die kurz darauf vor ihm erscheint und das Ungetüm mit einem Schlag besiegt.

## Handlung
Als Asahi Ikusaba eines Tages ein Mädchen vor einem zu schnell herannahendes Auto rettet, wird dieser von dem Fahrzeug erfasst und kommt dabei scheinbar ums Leben. Daran glaubend, gestorben und in der Unterwelt angelangt zu sein, sieht er, dass er das Mädchen retten konnte und denkt darüber nach, wie es seiner Familie ergehen mag. Kurz darauf wird er von einem hellen Licht umgeben, welches ihn in eine computerspielähnliche Fantasywelt transportiert.
Da er sich durch das Spielen von Rollenspielen einiges an Wissen über die Anderswelt angesammelt zu glauben vermag, verkauft er sein Smartphone in einem Pfandhaus um sich mit einer passenden Ausrüstung ausstatten zu können. Er schreibt sich als Neuankömmling in der Abenteurergilde des Königreichs ein und erhält dort den Auftrag, ein Monster zu erlegen. Asahi, der glaubt, als eine Art Held in diese Welt beschworen worden zu sein, nimmt die Quest an. Allerdings muss er im Kampf gegen einen Wyvern schnell feststellen, dass er keinesfalls über starke Fähigkeiten verfügt. Aus Angst und Verzweiflung vor seinem nahenden Tod ruft er nach seiner älteren Schwester Maya, die kurz darauf ebenfalls in der neuen Welt erscheint. Diese kann das Monster mit einem einzigen Schlag unschädlich machen.
Sie erklärt ihrem Bruder, dass er bei dem Verkehrsunfall nicht gestorben sei, sondern sich in einem komatösen Zustand befindet. Auf die Frage, wie es ihrer Schwester gelungen sei, ebenfalls in diese Welt zu gelangen, antwortet diese, dass ihr Bruder einen glücklichen Ausdruck im Gesicht hatte und von einer Anderswelt gemurmelt hat, woraufhin sie ihren Kopf mehrfach an die Wand des Krankenhauses schlägt, bis diese ebenfalls das Bewusstsein verlor. Es stellt sich alsbald heraus, dass seine Schwester mit übermenschlichen Fähigkeiten gesegnet wurde. So bestreiten die beiden einen Abenteuer nach dem anderen, in der Hoffnung, einen Weg in ihre normale Welt zu finden. Asahi, der von den Dorf- und Stadtbewohnern fälschlicherweise für einen Helden gehalten wird, steigt im Ranking der Gilde schnell auf. Allerdings erklärt die Rezeptionistin, dass Rangbetrug im schlimmsten Fall mit dem Tod bestraft wird.
Verzweifelt bittet er seine Schwester ihre wahre Stärke geheim zu halten und ihn heimlich mit ihren Kräften zu unterstützen, damit seine tatsächliche Schwäche nicht auffliegt.

## Charaktere
Asahi Ikusaba (軍場 朝陽, Ikusaba Asahi)
Asahi ist ein Schüler, der nach einem Verkehrsunfall in eine andere Welt teleportiert wurde, während sich sein richtiger Körper in einem komatösen Zustand befindet und im Krankenhaus liegt. Anfangs sich selbst überschätzend, muss er schnell feststellen, dass er kein Held ist, sondern äußerst schwach. Er ist Abenteurer der Gilde von Epiphaneia.
Maya Ikusaba (軍場 真夜, Ikusaba Maya)
Asahis ältere Schwester. Sie ist 17 Jahre alt und wurde nach ihrem Bruder in die andere Welt teleportiert. Es stellt sich schnell heraus, dass sie übermenschliche Kräfte erlangt hat. Auch hat sie einen starken Bruderkomplex.
Tanya (ターニャ, Tānya)
Tanya ist die Rezeptionistin in der Gilde von Epiphaneia.
Kilmaria (キルマリア, Kirumaria)
Eine überaus starke Dämonin, die auf der Suche nach einem ebenwürdigen Gegner ist.

## Medien

### Webroman
Konoe startete My One-Hit Kill Sister am 28. Dezember 2019 als Webroman und veröffentlicht diesen seither auf der Online-Plattform Shōsetsuka ni Narō. Bis zum 9. April 2023 wurden 169 Kapitel auf der Plattform veröffentlicht. Mit der Veröffentlichung des 180. Kapitels im Juni gleichen Jahres wurde die Serie beendet.
Eine Umsetzung als Light Novel wurde bisher nicht realisiert.

### Manga
Konoe startete einen Ableger als Web-Manga, der seit dem 6. März 2020 auf der Webseite Sunday Webry, die zum Verlag Shōgakukan gehört. Am 17. April gleichen Jahres wurde der Web-Manga wiederum im Magazin Monthly Sunday Gene-X in gedruckter Form veröffentlicht. Die Zeichnungen stammen aus der Feder von Kenji Taguchi. Bis zum 9. April 2023 wurden neun Bände des Manga im Tankōbon-Format veröffentlicht. Am 28. Juli 2023 wurde die Mangareihe mit der Veröffentlichung des zwölften Bandes abgeschlossen.
| Band | Veröffentlichung (Japan) | ISBN (Japan)            |
| ---- | ------------------------ | ----------------------- |
| 1    | 10. Juli 2020            | ISBN 978-4-09-850192-2. |
| 2    | 12. Nov. 2020            | ISBN 978-4-09-850318-6. |
| 3    | 12. März 2021            | ISBN 978-4-09-850466-4. |
| 4    | 12. Mai 2021             | ISBN 978-4-09-850567-8. |
| 5    | 12. Aug. 2021            | ISBN 978-4-09-850681-1. |
| 6    | 12. Nov. 2021            | ISBN 978-4-09-850773-3. |
| 7    | 11. März 2022            | ISBN 978-4-09-851019-1. |
| 8    | 12. Aug. 2022            | ISBN 978-4-09-851213-3. |
| 9    | 12. Jan. 2023            | ISBN 978-4-09-851526-4. |

### Anime-Fernsehserie
Mit der Herausgabe des siebten Manga-Bandes am 11. März 2022 wurde die Produktion einer Anime-Fernsehserie offiziell angekündigt. Die Serie entsteht unter der Regie von Hiroaki Takagi im Animationsstudio Gekkō. Das Drehbuch wird von Yōhei Kashii basierend auf der Mangavorlage geschrieben, während Yūji Hamada anhand der Originalzeichnungen von Kenji Taguchi das Charakterdesign entwirft, wobei er Maho Tanabe und Kenichi Kanagawa unterstützt wird, welche die Nebencharaktere bzw. Monster visualisieren.
Die japanische Musikgruppe TrySail interpretieren mit Karei One Turn das Lied im Vorspann, während die virtuelle Gruppe VALIS mit Mukyū Platonic den Abspanntitel singt.

#### Veröffentlichung
Am 10. August 2022 wurde angekündigt, dass der Anime im Laufe des Jahres 2023 im japanischen Fernsehen startet. Die Serie startete am 8. April 2023 auf Tokyo MX, BS Fuji und weiteren japanischen Fernsehsendern.
Während der eigens veranstalteten Crunchyroll Expo sowie auf der Anime-Convention AnimagiC, kündigte der Streaming-Dienstleister Crunchyroll an, die Serie außerhalb Japans im Simulcast in Originalton mit Untertiteln zu zeigen, darunter auch mit deutschen Untertiteln.
Im März 2023 wurde angekündigt, dass der Anime zudem eine deutschsprachige Synchronisation erhalten werde, ohne dabei weitere Informationen zu nennen.

#### Synchronisation
| Rolle         | Japanische Stimme (Seiyū) | Deutsche Stimme |
| ------------- | ------------------------- | --------------- |
| Asahi Ikusaba | Yuki Sakakihara           | Ben Küch        |
| Maya Ikusaba  | Haruka Shiraishi          | Eleni Möller    |
| Kilmaria      | Ami Koshimizu             | Jannika Jira    |
| Tanya         | Rio Tsuchiya              | Samina König    |
| Sophie        | Azumi Waki                |                 |
| Gloria        | Sora Tokui                |                 |
| Kuon          | Konomi Kohara             |                 |
| Siegfried     | Yuma Uchida               |                 |

#### Episodenliste
| Nr. (ges.) | Nr. (St.) | Deutscher Titel                                               | Originaltitel                                                                 | Erstausstrahlung Japan | Deutschsprachige Erstausstrahlung (D) |
| ---------- | --------- | ------------------------------------------------------------- | ----------------------------------------------------------------------------- | ---------------------- | ------------------------------------- |
| 1          | 1         | Hast du deine Schwester gerufen?                              | 姉を呼んだか (Ane o Yonda ka?)                                                | 08. April 2023         | −                                     |
| 2          | 2         | Willst du mich Schwester nennen?                              | わらわを姉と呼ぶか (Warawa o Ane to Yobu ka?)                                 | 15. Apr. 2023          | −                                     |
| 3          | 3         | Ich brauche nur meine Schwester Maya                          | 俺にはマヤ姉だけでいい (Ore ni wa Maya-nē Dake de Ii)                         | 22. Apr. 2023          | −                                     |
| 4          | 4         | Die Eigenheim-Meisterstrategie der Ikusaba-Geschwister        | 軍場姉弟のマイホーム大作戦 (Ikusaba Kyōdai no Mai Hōmu Dai Sakusen)           | 29. Apr. 2023          | −                                     |
| 5          | 5         | Die große Dungeon-Durchsungsoperation der Ikusaba-Geschwister | 軍場姉弟のダンジョン探索大作戦 (Ikusaba Kyōdai no Danjon Tansaku Dai Sakusen) | 06. Mai 2023           | −                                     |

## Besprechungen
Die erste Folge wurde von mehreren Autoren der Anime-Nachrichtenplattform Anime News Network besprochen und überwiegend negativ bewertet, wobei die Qualität der Animation lobend hervorgehoben wurde. Hauptkritikpunkt ist der Charakter Maya Isukaba, die Schwester des Protagonisten, ihren stark ausgeprägten Bruderkomplex, sowie der humoristische Aspekt der darauf aufgebaut wird. Ihre Obsession zu ihrem Bruder geht so weit, dass sie ihren Kopf so lange an eine Wand schlägt, bis sie ebenfalls im Koma liegt und zu ihrem Bruder in die andere Welt transportiert wird. Auch wird sie aufgrund dieses Komplexes als typische Yandere bezeichnet, die alles und jeden ohne zu zögern umbringt, sobald diese ihren Bruder in den Dreck gezogen sieht.
Prapti Upadhayay bewertete die erste Folge auf der Onlinepräsenz der indischen Zeitung Hindustan Times äußerst positiv. Er bezeichnete die erste Folge als eine perfekte Mischung aus Action, Humor und Geschwisterliebe. Maya ist ein Charakter, die Anime-Fans lieben werden, während ihr Bruder Asahi ein für den Zuschauer nachempfindbarer Charakter sei. Anders sieht es Chiaki Hirai, die vor allem Asahi in ihrer Rezension für das Portal Anime Feminist negativ bewertete und als Loser und Nerd bezeichnete. Sie befand, dass die Serie Inzest humorfähig mache und zieht Vergleich mit der Serie Do You Love Your Mom and Her Two-Hit Mulit-Target Attacks?, welches eine ähnliche Prämisse zwischen einer Mutter und ihrem Sohn einschlage.